# Debra Jo Rupp
Debra Jo Rupp (* 24. února 1951 Glendale, Kalifornie) je americká filmová a televizní herečka, známá především díky roli Kitty Forman v seriálu televize Fox Zlatá Sedmdesátá (1998–2006). Také je známá jako Alice ze třetí, čtvrté a páté sezóny seriálu Přátelé. V poslední době se objevila na stanici ABC v seriálu S tebou je mi líp (Better with you, 2010–2011).
Narodila se v Glendale v Kalifornii a vyrůstala v Boxfordu v Massachusetts, kde také chodila na školu Masconomet Regional High School, kterou ukončila v roce 1969. Poté nastoupila na univerzitu v Rochesteru, kde promovala s červeným diplomem v roce 1974. V campusu hrála v dramatickém kroužku a už tehdy začala mít velký zájem o herectví. Má dvě sestry. K herectví se dostala v roce 1980.